# 岩手県サッカー選手権大会
岩手県サッカー選手権大会（いわてけんサッカーせんしゅけんたいかい）は、岩手県で開催されているサッカーのトーナメント大会である。天皇杯 JFA 全日本サッカー選手権大会の岩手県予選を兼ねている。

## 主催・主管団体
- 主催 ： 岩手県サッカー協会[1]、NHK盛岡放送局[1]、岩手日報社[1]
- 主管 ： 岩手県サッカー選手権大会実施委員会[1]、盛岡市サッカー協会・花巻市サッカー協会・北上市サッカー協会・紫波町サッカー協会[1]
- 特別協賛 ： 全労済岩手県本部[1]
- 協力 ： モルテン [1]
- 後援 ：岩手県教育委員会・盛岡市・花巻市・北上市・紫波町教育委員会[1]

## 予選方式
リーグ戦形式の1次ラウンドと、1次ラウンド上位チームにシードチームを加えた決勝トーナメントで構成される。

### 決勝トーナメント
以下のチームはシードとして決勝トーナメントから出場。
1. J3リーグ所属チーム
2. 前回大会決勝進出チーム
3. 東北社会人サッカーリーグ1部、東北大学サッカーリーグ1部所属チーム
4. 東北社会人サッカーリーグ2部北、東北大学サッカーリーグ2部北所属チーム

### 1次ラウンド
シードチームを除く参加希望チーム（岩手県社会人サッカーリーグ所属チーム等）により、1回戦総当たりを行う。上位チームは決勝トーナメントに進出。参加希望チームが少ない場合は1次ラウンドを開催しない場合もある。

## 主に使用される会場
- いわぎんスタジアム（盛岡市）
- 盛岡市立つなぎ多目的運動場（盛岡市）
- 岩手県営運動公園陸上競技場（盛岡市）
- 岩手県フットボールセンター（紫波町）
- 富士大学サッカー場（花巻市）
- 遠野市国体記念公園市民サッカー場（遠野市）
- 釜石市球技場（釜石市）

## 歴代決勝記録
| 回 | 年度   | 優勝                 | スコア               | 準優勝                   |
| -- | ------ | -------------------- | -------------------- | ------------------------ |
| 46 | 1996年 | 盛岡ゼブラ           | 1 - 0                | 新日鐵釜石               |
| 47 | 1997年 | 新日鐵釜石           | -                    | 岩手大学                 |
| 48 | 1998年 | 新日鐵釜石           | 2 - 1                | 盛岡ゼブラ               |
| 49 | 1999年 | 岩手大学             | 1 - 1 aet (PK 8 - 7) | 新日鐵釜石               |
| 50 | 2000年 | 新日鐵釜石           | 1 - 0                | 岩手大学                 |
| 51 | 2001年 | 盛岡ゼブラ           | 1 - 0                | 岩手大学                 |
| 52 | 2002年 | 岩手大学             | 4 - 1                | 盛岡商業高校             |
| 53 | 2003年 | 盛岡ゼブラ           | 2 - 2 aet (PK 5 - 4) | 盛岡商業高校             |
| 54 | 2004年 | 富士大学             | 4 - 2                | 新日鐵釜石               |
| 55 | 2005年 | グルージャ盛岡       | 3 - 0                | 盛岡商業高校             |
| 56 | 2006年 | 岩手大学             | 2 - 0                | 富士大学                 |
| 57 | 2007年 | FCガンジュ岩手       | 3 - 0                | 富士大学                 |
| 58 | 2008年 | グルージャ盛岡       | 1 - 0                | 岩手大学                 |
| 59 | 2009年 | グルージャ盛岡       | 2 - 0                | 富士大学                 |
| 60 | 2010年 | グルージャ盛岡       | 2 - 0                | FCガンジュ岩手           |
| 61 | 2011年 | グルージャ盛岡       | 3 - 1                | アンソメット岩手・八幡平 |
| 62 | 2012年 | グルージャ盛岡       | 2 - 0                | 富士大学                 |
| 63 | 2013年 | グルージャ盛岡       | 3 - 0                | 岩手大学                 |
| 64 | 2014年 | グルージャ盛岡       | 3 - 0                | FCガンジュ岩手           |
| 65 | 2015年 | グルージャ盛岡       | 1 - 0                | FCガンジュ岩手           |
| 66 | 2016年 | グルージャ盛岡       | 8 - 1                | 岩手大学                 |
| 67 | 2017年 | グルージャ盛岡       | 1 - 0                | 富士大学                 |
| 68 | 2018年 | グルージャ盛岡       | 6 - 1                | 富士クラブ2003           |
| 69 | 2019年 | いわてグルージャ盛岡 | 1 - 0                | FCガンジュ岩手           |
| 70 | 2020年 | 富士大学             | 1 - 0                | 日本製鉄釜石             |
| 71 | 2021年 | いわてグルージャ盛岡 | 3 - 0                | 富士大学                 |
| 72 | 2022年 | 富士大学             | 3 - 0                | 盛岡ゼブラ               |
| 73 | 2023年 | いわてグルージャ盛岡 | 7 - 1                | FCガンジュ岩手           |
| 74 | 2024年 | いわてグルージャ盛岡 | 3 - 0                | 富士大学                 |
| 75 | 2025年 | いわてグルージャ盛岡 | 2 - 1 aet            | 富士大学                 |